# Bandyportföljen
Bandyportföljen är ett svenskt bandymagasin som utkommer fem gånger per bandysäsong och ges ut av Young Street Communications i Jönköping.
Magasinet grundades av journalisten Erik J. Ström och elitseriespelaren Patrik Johansson. Det gavs ut första gången inför säsongen 2013/2014 och utgivningen följer säsongerna så att det första numret ges ut på hösten och det sista numret följande vår.
Svenska Bandyförbundet gav ut tidskriften Bandymagasinet mellan åren 1999 och 2007. Grundarna till Bandyportföljen saknade ett magasin för bandy och menade att för en sport vars final har 40 000 åskådare borde det finnas intresse för en egen tidskrift. De inspirerades av bland annat fotbollsmagasinet Offside.
Den 1 oktober 2018 tillkännagavs att den tryckta upplagan av Bandyportföljen lades ner. Istället publiceras tidskriften endast digitalt.

## Guldportföljen
Magasinet delar ut priset Guldportföljen till elitseriens bästa spelare på varje position. I bandy är det elva spelare på plan men priset delas ut i fem kategorier: Målvakt, back, halv, mittfältare och anfallare. Pristagarna utses av elitseriens tränare och lagkaptener.

## MBP - Magasinet Bandyportföljens Podcast
Sedan januari 2015 ger magasinet ut en podcast. 